# Tadeusz Gadulski
Tadeusz Edmund Gadulski (ur. 9 lutego 1901 w Rzeszowie, zm. 1960) – kapitan piechoty Wojska Polskiego, działacz niepodległościowy.

## Życiorys
Urodził się w Rzeszowie, w rodzinie Edmunda i matki z domu Lepianka.
3 maja 1922 został zweryfikowany w stopniu podporucznika ze starszeństwem z 1 czerwca 1919 i 181. lokatą w korpusie oficerów piechoty, a jego oddziałem macierzystym był wówczas 5 Pułk Piechoty Legionów. W latach 1923–1924 pełnił służbę w 77 Pułku Piechoty w Lidzie. 12 lutego 1923 Prezydent RP Stanisław Wojciechowski awansował go z dniem 1 stycznia 1923 na porucznika ze starszeństwem z 1 czerwca 1920 i 35. lokatą w korpusie oficerów piechoty. Później został przeniesiony do 4 Pułku Strzelców Podhalańskich w Cieszynie. W kwietniu 1928 został przeniesiony do kadry oficerów piechoty z równoczesnym oodaniem do dyspozycji komendanta kadry. 2 grudnia 1930 został mianowany kapitanem ze starszeństwem z 1 stycznia 1931 i 168. lokatą w korpusie oficerów piechoty. W latach 1930–1935 pełnił służbę w Korpusie Ochrony Pogranicza, w batalionie KOP „Ludwikowo”. W marcu 1939 pełnił służbę w 56 Pułku Piechoty Wielkopolskiej w Krotoszynie na stanowisku oficera administracyjno-materiałowego.
W sierpniu 1939, w czasie mobilizacji, został wyznaczony na stanowisko kwatermistrza 56 pp. Na tym stanowisku walczył w kampanii wrześniowej. Wziął udział w bitwie nad Bzurą i obronie Warszawy. 1 października 1939, po kapitulacji załogi stolicy, dostał się do niemieckiej niewoli. Początkowo przebywał w Stalagu IIA, a następnie w Oflagu IIA Prenzlau i Oflagu IIE Neubrandenburg.

## Ordery i odznaczenia
- Krzyż Niepodległości – 15 kwietnia 1932 „za pracę w dziele odzyskania niepodległości”[17][18][1][19]
- Krzyż Walecznych dwukrotnie[20][21]
- Srebrny Krzyż Zasługi – 1938[22][21]